# Verlengde vijfhoekige bipiramide
Een verlengde vijfhoekige bipiramide is in de meetkunde het johnsonlichaam J16.
Bij deze figuur worden twee vijfhoekige piramiden met hun congruente grondvlakken op grond- en bovenvlak van een pentagonaal prisma geplaatst. Een andere manier om ertegenaan te kijken is dat deze figuur, zoals de naam al aangeeft, kan worden geconstrueerd door een vijfhoekige bipiramide J13 te verlengen door een vijfhoekig prisma tussen haar congruente helften in te voegen.
De 92 johnsonlichamen werden in 1966 door Norman Johnson benoemd en beschreven.
- (en)  MathWorld. Elongated Pentagonal Dipyramid